# (10378) Ingmarbergman
(10378) Ingmarbergman ist ein Asteroid des äußeren Hauptgürtels, der am 14. Juli 1996 von dem belgischen Astronomen Eric Walter Elst am La-Silla-Observatorium der Europäischen Südsternwarte in Chile (IAU-Code 809) entdeckt wurde. Unbestätigte Sichtungen des Asteroiden hatte es vorher schon mehrere gegeben: im August 1986 unter der vorläufigen Bezeichnung 1986 PK2 am Palomar-Observatorium in Kalifornien und am 21. November 1992 (1992 WW9) am Kushiro-Observatorium im japanischen Nemuro auf Hokkaidō.
Der Asteroid ist Mitglied der Koronis-Familie, einer Gruppe von Asteroiden, die nach (158) Koronis benannt ist. Die zeitlosen (nichtoskulierenden) Bahnelemente von (10378) Ingmarbergman sind fast identisch mit denjenigen von drei kleineren, wenn man von der Absoluten Helligkeit von 15,7, 17,0 und 16,9 gegenüber 13,5 ausgeht, Asteroiden: (146536) 2001 SZ226, (278989) 2008 UV210 und (308962) 2006 TU50.
(10378) Ingmarbergman wurde am 20. März 2000 nach dem schwedischen Regisseur Ingmar Bergman benannt. In der Widmung besonders hervorgehoben wurden seinen Filme Das siebente Siegel und Wilde Erdbeeren.